# Океаническое плато

Зелёным отмечены океанические плато в регионе Австралия-Новая Зеландия Тихого океана.

Океанические плато́ — базальтовые плато на дне океанов. Образуются в результате масштабных подводных извержений за короткий (в геологическом смысле) промежуток времени. Это океаническая разновидность крупнейших магматических провинций, их аналогом на континентах являются траппы.
Мощность коры под плато может достигать 30 км. Части плато могут выступать над поверхностью океана образуя океанические острова и атоллы.
Океанические плато сложены толеитовыми MORB-базальтами. Они отличаются от базальтов срединно-океанических хребтов повышенной распространенностью базальтов, обогащенных несовместимыми элементами, — базальтов типа E-MORB.
При поглощении океанической коры с плато в зоне субдукции могут происходить значительные изменения. В таком случае части плато могут быть срезаны и включены в состав аккреционного клина. Попав в мантию, кора увеличенной мощности охлаждает значительный объём мантии, в результате не образуются магмы в слэбе и прекращается выплавление расплавов в зоне субдукции. Это приводит к тому, что над тем сегментом зоны субдукции, в котором происходит поглощение океанических плато, прекращается или сильно ослабевает магматизм.
Такая обстановка в настоящее время, видимо, сложилась в части Андийской зоны субдукции в районе Перу.
Крупнейшие океанические плато:
- Плато Кергелен (Kerguelen Plateau, Индийский океан)
- Плато Онтонг-Ява (Plateau Ontong Java, юг Тихого океана)
- Карибско-колумбийское плато (Caribbean-Colombian Plateau, Карибское море)
- Центрально-Атлантическая магматическая провинция (Central Atlantic Magmatic Province, Северная Атлантика)
- Возвышенность Шатского (Shatsky Rise, Север Тихого океана)
- Плато Агульяс (Agulhas Plateau, Южная Атлантика, северо-восток котловины Агульяс)